# Rampillon
Rampillon je francouzská obec v departementu Seine-et-Marne v regionu Île-de-France. V roce 2012 zde žilo 802 obyvatel.

## Sousední obce
La Croix-en-Brie, Fontains, Meigneux, Nangis, Sognolles-en-Montois, Vanvillé, Villeneuve-les-Bordes

## Vývoj počtu obyvatel
Počet obyvatel